# شافتسبري أفنيو

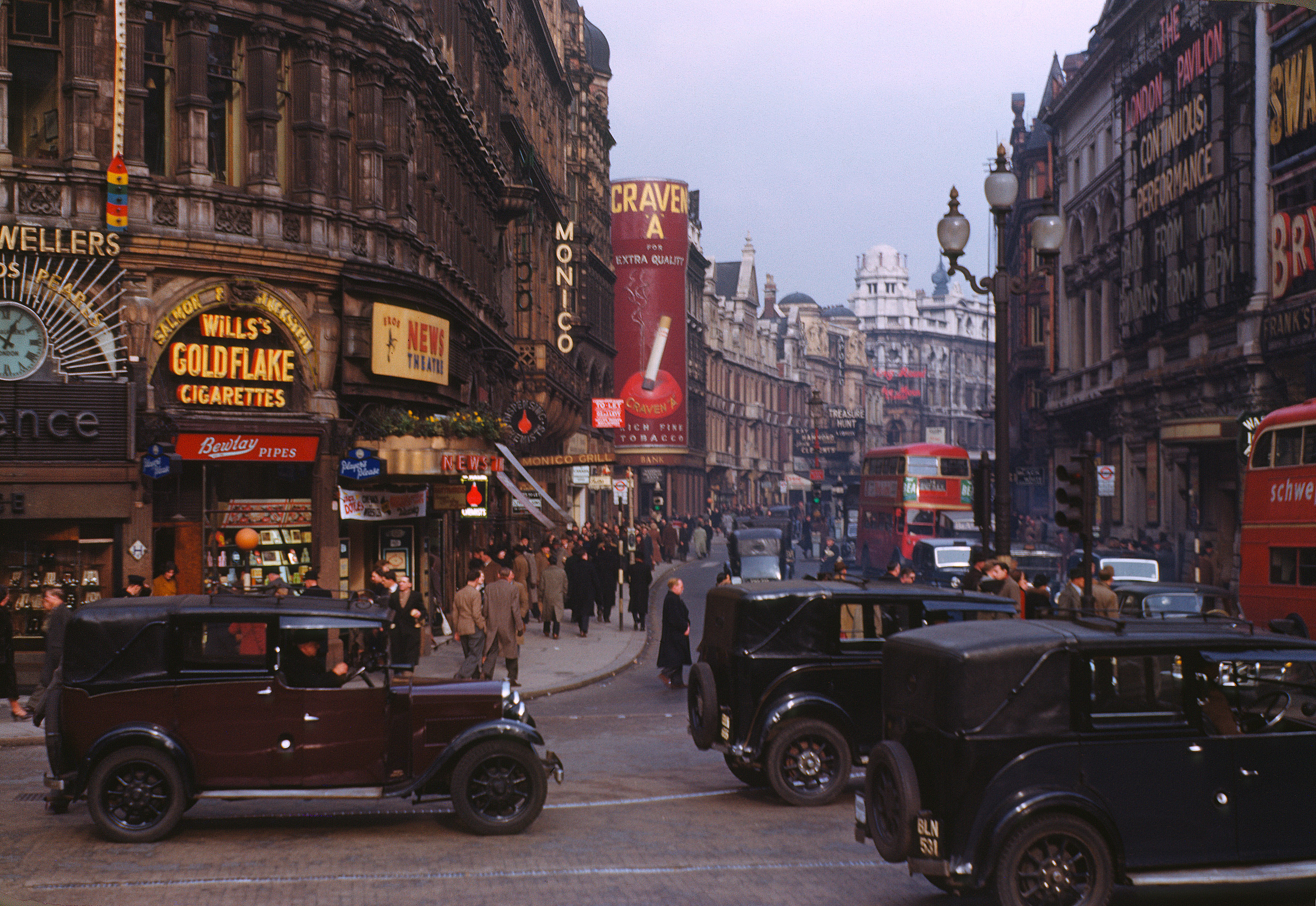
شافتسبري أفنيو - 1949 م.

شافتسبري أفنيو (أي «جادة شافتسبري») شارع يمتد ما بين ميدان بيكاديلي وأكسفورد ستريت، ويقع في منطقة الوست إند بلندن. يعتبر الشارع قلب حي المسارح اللندني لأن ستة مسارح تنتشر على جانبيه.
ترترع المغني «كت ستيفنز» - الذي عرف في ما بعد بـ «يوسف إسلام» - في شافتسبري أفنيو، حيث كانت عائلته تدير مطعم وهو في صغره.